# 角蝙蝠魚
角蝙蝠魚，為輻鰭魚綱鮟鱇目棘茄魚亞目棘茄魚科的其中一種，分布於西大西洋區，從美國北卡羅萊那州至巴哈馬海域，屬底棲性魚類，棲息深度29-230公尺，體長可達23分，棲息在沙泥底質水域，生活習性不明。